# 芝哲夫
芝 哲夫（しばてつお、1924年6月17日 - 2010年9月28日 ）は、日本の化学者。専門は生物有機化学。

## 人物・略歴
1924年（大正13年）6月17日生まれ。
1946年、大阪帝国大学理学部化学科卒業。
1959年 大阪大学　理学博士　論文の題は「グルタミン酸ペプチドの研究 」。
1971年（昭和46年）、大阪大学理学部教授。
1982年（昭和57年）「生体機能解明のためのペプチド、糖に関する有機合成研究」で日本化学会賞を受賞し、細菌毒素の研究で知られる。
日本化学会  副会長、近畿化学協会  部会長を歴任し、1988年（昭和63年）に大阪大学名誉教授、財団法人蛋白質研究奨励会ペプチド研究所所長、
1991年（平成3年）、化学史学会会長となる。
また、蘭学・適塾の研究でもしられ、関西日蘭協会会長などをもつとめる。
2010年（平成22年）、86歳で死去。
著作に『日本の化学の開拓者たち』などがある。 

## 受賞歴
- 1982年 - 日本化学会賞
- 1987年 - NIHフォガティ賞(National Institutes of Health,Fogarty Scholar Award)
- 1996年 - 西宮市民文化賞
- 2000年 - Royal Netherlands Academy of Arts and Science,Gratama Award
- 2000年 - 大阪市民表彰
- 2002年 - 勲三等旭日中綬章[3]
- 2005年 - 大阪文化賞